# Радамсад
Тиберій Юлій Радамсад (*Τιβέριος Ἰούλιος Ραδαμσαδης, д/н — 322/323) — цар-співправитель Боспору в 308/309—322/323 роках.

## Життєпис
Походив з династії Тиберіїв Юліїв. Молодший син боспорського царя Фофорса або зять останнього. Після смерті останнього у 308 або 309 році старший брат Рескупорід VI зробив Радамсада своїм співправителем. Напевне, за традицією він відповідав за азійську частину царства.
Про його діяльність майже нічого невідомо. Головним свідченням правління є монети з ім'ям та зображенням царя Радамсада — ΒΑΣΙΛΕΩΣ ΡΑΔΑΜΣΑΔΗΣ на аверсі й римським імператором Костянтином I на реверсі.
Очолював боспорські війська у складі варварських племен, що рушили проти Римської імперії, але у 322 або 323 році зазнали поразки на Істрі (гирло Дунаю). Напевне, в цих боях, або трохи згодом помер або загинув Радамсад. Новим співправителем Рескупоріда VI став Рескупорід VII.